# Voto Neves

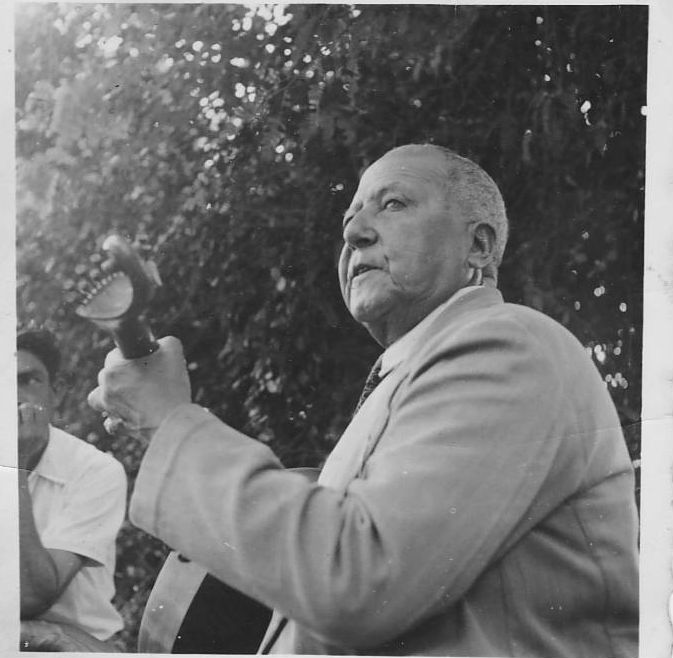
Imagem de Voto Neves músico e poeta angolano

Aurélio de Oliveira Neves, mais conhecido por Voto Neves (Luanda 1 de Dezembro de 1880 - janeiro de 1961), foi um músico, compositor, musicólogo, agricultor, empresário e poeta angolano. Foi uma figura emblemática do Grupo Teatral Ngongo.

## Biografia
Filho de Francisco José das Neves (Sousel 1 de Fevereiro 1817 - Luanda 14 de Maio 1891) Republicano terá emigrado em 1845 por razões politicas, de profissão farmacêutico e boticário também fazia de médico foi um grande terra tenente, em 1891 as suas terras (Bemposta) incluíam a ilha do Mussolo, que chegaram a ser maiores que Luanda. 
Criou também um xarope que teve grande sucesso entre a população, tinha uma rua com o seu nome em Luanda, cujos dizeres eram "Francisco José das Neves primeiro farmacêutico e boticário angolano". Entre 1846 e 1847 foi vogal da junta da fazenda. Era um homem muito influente e dedicado à comunidade, foi pai de extensa prole (cerca de vinte filhos) e Dona Josefa Aurélia de Oliveira (Luanda ?  -  Luanda ?) descendente de nobres, de acordo com os historiadores angolanos os antepassados de D. Josefa viajavam na frota que conduzia D. João VI para o Brasil pressionado pelas invasões francesas, quando aportaram em Cabo - verde alguns dos navios já não estavam em condições de viajar para o Brasil e dirigiram - se para Angola, comerciante e proprietária agrícola (arimo) a sua fazenda (Fonseca), ficava no sul de Luanda na barra do Bengo. As Donas no século XIX pertenciam à classe alta, acumulavam heranças e só se podiam casar de preferência com comerciantes ou oficiais da marinha portugueses, eram ensinadas a tocar piano, bordar, cozer, a ler e a escrever, viviam em sobrados, grandes mansões, dedicavam  - se ao comércio porque havia poucos homens e as Donas tinham de  ajudar a alavancar a economia, cultivavam, milho, feijão, e mandioca que depois vendiam nos mercados em Luanda. 
Voto Neves tinha por parte do seu progenitor, ascendência escocesa de apelido William ou Williamson e espanhola de apelido Ximenes que segundo alguns historiadores, descendiam dos Ximenes do Alentejo que por conseguinte descendiam de nobres . A sua alcunha "Voto" deriva do fato de ter nascido no dia 1.º de Dezembro, que em Luanda era o dia de as pessoas irem votar e de nessa época darem uma alcunha ao recém nascido de acordo com algo importante que tivesse acontecido nesse dia. Outras hipóteses são: o seu pai republicano convicto quando Voto Neves nasceu terá exclamado mais um voto para a Republica ou como Voto Neves era um filho da velhice e o filho mais novo  o seu pai prometeu se o filho nascesse saudável iria colocar um ex - voto na Igreja.
Voto Neves foi percursor da música popular angolana, tocava e cantava músicas portuguesas e africanas, lia e conhecia música. Destacou-se como compositor da rebita, um estilo que combinava acordeão com harmónica. Estudou a fundo o folclore angolano e transpôs para a guitarra muitas composições africanas. Era a guitarra o seu principal instrumento, mas também tocava outros como a sanfona, viola, acordeão e harmónica.
Destacou-se nos anos 1930, 1940 e 1950 como músico e cantor. Como musicólogo tecia considerações sobre música, defendendo a semelhança pelo menos eufórica e melódica da música brasileira com a angolana, acreditando que o Baião tinha raízes africanas. Chegou a ser professor e pedagogo ensinando aos seus alunos as técnicas e composições que tinha estudado ao debruçar-se sobre o folclore de seu país.
Antigo funcionário dos caminhos de ferro de Angola, reformou-se e criou a fazenda Bemposta, com as terras que os  seus progenitores  lhe deixaram (cerca de 2000 hectares). Fazendeiro e comerciante de sucesso criava gado e tinha uma vacaria que vendia leite a Luanda durante alguns anos teve o monopólio do leite. Foi também agricultor e em conjunto com outros negócios fez de Voto Neves um dos homens mais ricos de Luanda.

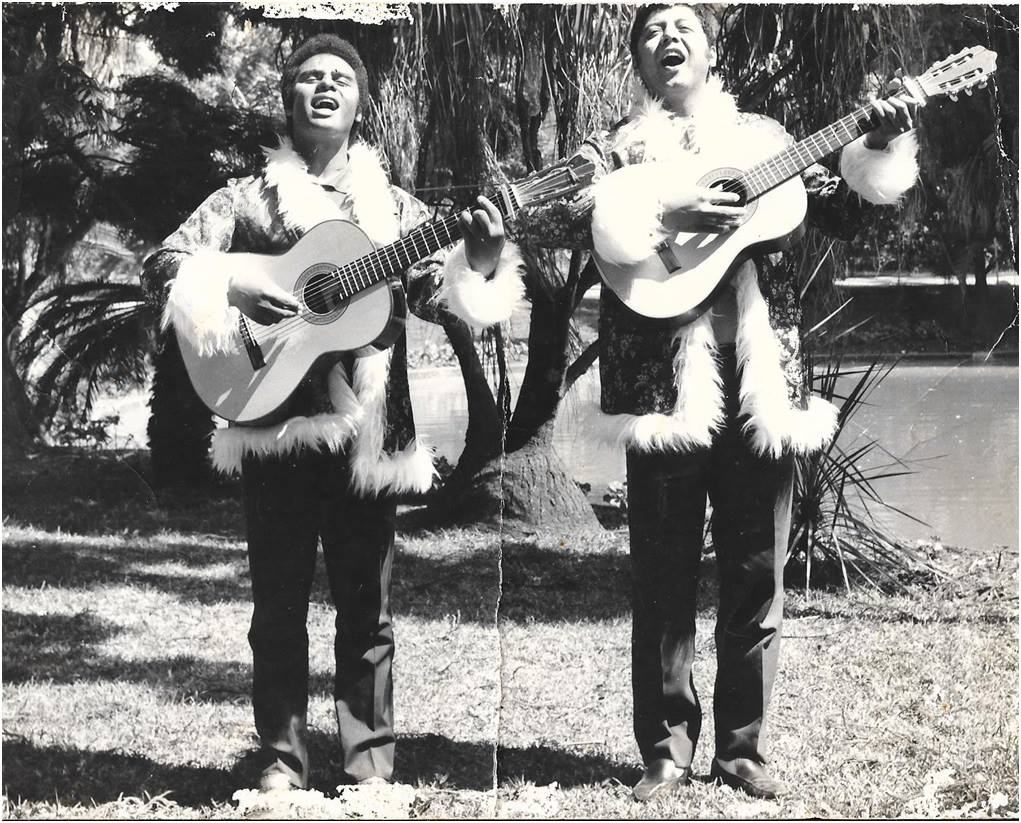
Duo N´gola Rui Legot e Henrique Rosa Lopes

Foi ainda autarca e tesoureiro da câmara municipal de Luanda, editando um dicionário de  Português-kimbundo e Kimbundo-português, línguas que dominava. Foi um dos fundadores da Liga Nacional Africana, que lutou pelos direitos dos nativos africanos. Tem uma rua em  Luanda que alude à sua memória “Rua dos fundadores da liga nacional africana”. Como mecenas, ajudou os seus discípulos a viajarem por Angola disseminando as músicas populares angolanas. Monárquico usava anel com brasão. Era considerado um Bon Vivant. Foi pai dos poetas Eurico Neves e Amílcar Neves, e tio do também músico Óscar Neves. A sua filha Fábia de Oliveira Neves (Luanda-Lisboa) casou com Francisco da Rosa Lopes (Castelo de Vide - póvoa e meadas-Lisboa) comerciante e homem de negócios português, era proprietário em Luanda da Loja do Povo um armazém que vendia de tudo mas comercializava sobretudo roupa e máquinas agrícolas. Foi um dos fundadores da primeira casa do Sport Lisboa e Benfica que existiu em Luanda em 1922. Voto Neves era  avô de Henrique Rosa Lopes que criou o duo N´gola com Rui Legot, pioneiro na introdução da música angolana em Portugal teve êxitos  como "Bicho do mato" que foi proibido de tocar em Portugal pelo Estado Novo, e Mona Kilumba este duo abriu os caminhos do êxito ao Duo Ouro Negro, Lilly Tchiumba, Rui Mingas entre outros. Bisavó de José Pedro "Tuca" Rosa Lopes militar e herói nacional angolano tem um nome de uma rua em Luanda. Era um homem influente e dedicado há comunidade.